# 1 500 mètres féminin aux Jeux olympiques d'été de 1988 (athlétisme)
Pour un article plus général, voir Athlétisme aux Jeux olympiques d'été de 1988.
Navigation
Los Angeles 1984 Barcelone 1992
L'épreuve du 1 500 mètres féminin aux Jeux olympiques de 1988 s'est déroulée du 29 septembre au 1er octobre 1988 au Stade olympique de Séoul, en Corée du Sud. Elle est remportée par la Roumaine Paula Ivan qui établit un nouveau record olympique en 3 min 53 s 96.

## Résultats

### Finale
| Rang               | Athlète               | Pays               | Temps         | Notes |
| ------------------ | --------------------- | ------------------ | ------------- | ----- |
| Médaille d'or      | Paula Ivan            | Roumanie           | 3 min 53 s 96 | OR    |
| Médaille d'argent  | Laimute Baikauskaite  | Union soviétique   | 4 min 00 s 24 |       |
| Médaille de bronze | Tatyana Samolenko     | Union soviétique   | 4 min 00 s 30 |       |
| 4                  | Christina Cahill (en) | Grande-Bretagne    | 4 min 00 s 64 |       |
| 5                  | Lynn Williams         | Canada             | 4 min 00 s 86 |       |
| 6                  | Andrea Hahmann        | Allemagne de l'Est | 4 min 00 s 96 |       |
| 7                  | Shireen Bailey (en)   | Grande-Bretagne    | 4 min 02 s 32 |       |
| 8                  | Mary Slaney           | États-Unis         | 4 min 02 s 49 |       |
| 9                  | Doina Melinte         | Roumanie           | 4 min 02 s 89 |       |
| 10                 | Fatima Aouam          | Maroc              | 4 min 08 s 00 |       |
| 11                 | Kim Gallagher         | États-Unis         | 4 min 16 s 25 |       |
| 12                 | Debbie Bowker         | Canada             | 4 min 17 s 95 |       |

## Légende
Records et Performances
- AR : Record continental (area record)
- CR : Record des championnats (championship record)
- MR : Record du meeting (meet record)
- NR : Record national (national record)
- OR : Record olympique (olympic record)
- PR : Record paralympique (paralympic record)
- PB : Record personnel (personal best)
- SB : Meilleure performance personnelle de la saison (season's best)
- WL : Meilleure performance mondiale de l'année (world leader)
- WJR : Record du monde junior (world junior record)
- WR : Record du monde (world record)

Circonstances et Conditions
- DNF : N'a pas terminé (did not finish)
- DNS : N'a pas pris le départ (did not start)
- DQ : Disqualification (disqualification)
- NM : Aucun essai valable enregistré (No Mark)
- Q : Qualifié « directement » au prochain tour (ou à la prochaine compétition), lors d'une compétition majeure, grâce au classement ou à la réalisation des minima (automatic qualifier)
- q : Qualifié au prochain tour (ou à la prochaine compétition), lors d'une compétition majeure, grâce au repêchage ou à la réalisation de l'une des meilleures performances parmi celles des « non qualifiés directement » (grâce au meilleur temps ou à la meilleure distance par exemple) (secondary qualifier)